# Big Brother and the Holding Company (album)
Albums de Big Brother and the Holding Company et Janis Joplin
Cheap Thrills
(1968)
Big Brother and the Holding Company est le premier album studio de Big Brother and the Holding Company et de Janis Joplin.
L'album s'est classé 60e au Billboard 200 et 28e au Top R&B Albums.

## Liste des titres
| No  | Titre                      | Auteur                                                          | Durée |
| --- | -------------------------- | --------------------------------------------------------------- | ----- |
| 1.  | Bye, Bye Baby              | Powell St. John                                                 | 2:36  |
| 2.  | Easy Rider                 | James Gurley                                                    | 2:22  |
| 3.  | Intruder                   | Janis Joplin                                                    | 2:26  |
| 4.  | Light Is Faster Than Sound | Peter Albin                                                     | 2:30  |
| 5.  | Call on Me                 | Sam Andrew                                                      | 2:33  |
| 6.  | Women Is Losers            | Janis Joplin                                                    | 2:03  |
| 7.  | Blindman                   | Peter Albin, Sam Andrew, David Getz, James Gurley, Janis Joplin | 2:03  |
| 8.  | Down on Me                 | Janis Joplin                                                    | 2:03  |
| 9.  | Caterpillar                | Peter Albin                                                     | 2:16  |
| 10. | All Is Loneliness          | Moondog (Louis Hardin)                                          | 2:17  |

| 11. | Coo Coo                        | Peter Albin     | 1:59 |
| 12. | The Last Time                  | Janis Joplin    | 2:17 |
| 13. | Call On Me (Alternate Take)    | Sam Andrew      | 2:42 |
| 14. | Bye, Bye Baby (Alternate Take) | Powell St. John | 2:39 |